# Balthasar Hacquet
Balthasar Hacquet (aké), francoski kirurg, naravoslovec in etnolog, * ok. 1735, Francija, † 10. januar 1815, Dunaj.
Hacquet je doktor filozofije postal v jezuitskem kolegiju Pont-à-Mousson, medicino pa je študiral v Parizu. Po študiju je bil v francoski mornarici navaden vojak, potem ranocelnik in vojaški kirurg. Kot ujetnik je to delo opravljal tudi v angleški, pruski in avstrijski vojski. Po končani vojni 1763 je potoval po Evropi in se strokovno izpopolnjeval na Dunaju. Leta 1766 je sprejel službo rudniškega kirurga in porodničarja v Idriji, kamor ga je pritegnilo zlasti Scopolijevo delo. Hitro se je naučil slovenščine in spoznal tudi njena narečja. V Idriji, kjer se je posvetil zdravljenju zastrupitev z živim srebrom in preventivi, je ostal do leta 1773. Nato je deloval v Ljubljani kot predavatelj. Med letoma 1774 in 1787 je bil tajnik Kranjske kmetijske družbe, v kateri je od 1785 do 1787 predaval kmetijsko in rokodelsko kemijo. Leta 1773 je postal učitelj anatomije, kirurgije in porodništva na ljubljanskem liceju ter babiški šoli. Od 1787 je predaval naravoslovje v Lvovu, nato 1805 odšel v Krakov in bil tam med letoma 1807 in 1810 tudi dekan na Medicinski fakulteti. Leta 1810 se je upokojil in odšel na Dunaj.
Hacquet je poleg medicinskega in predavateljskega dela raziskoval tudi slovenske naravne posebnosti, sodi pa tudi med utemeljitelje alpinizma. Za naravoslovje je njegovo najbolj pomembno delo Oryctographia Carniolica oder Physikalische Erdbeschreibung des Herzogthums Krain, Istrien und zum Thiel der benachtbarten Länder I - IV (Leipzig 1778, 1781, 1784, 1789), knjiga je napisana v nemščini s slovenskim posvetilom. V začetku leta 2021 je bila ta prevedena v slovenščino. 
Leta 1777 je poskusil svoj prvi vzpon na Triglav, vendar je dosegel le Mali Triglav. Vzpon prav na vrh se mu je posrečil dve leti kasneje, ponovil pa ga je leta 1782, vendar pa nekateri o tem dvomijo. Prvi pa je tudi, ki je razmišljal o vzponu na Veliki Klek.
Hacquet je bil izrazit razsvetljenec svojega časa, svetovljan in kritičen mislec, ki je pomembno prispeval k razvoju naravoslovja na Slovenskem ter širšemu poznavanju slovenske dežele, njenih ljudi in običajev. S svojim delovanjem in svojimi deli, spodbujanjem narodne ozaveščenosti, pa tudi s svojo kritičnostjo je pripomogel k dvigu slovenskega naroda iz strokovne in politične zaostalosti.